# Джаббарова, Эльвира
Эльвира Джаббарова (азерб. Elvira Cabbarova, 15 ноября 1976) — азербайджанская легкоатлетка, выступавшая в беге на короткие дистанции. Участница летних Олимпийских игр 1996 года.

## Биография
Эльвира Джаббарова родилась 15 ноября 1976 года.
В 1993 году стала серебряным призёром летних Европейских юношеских Олимпийских дней в Валкенсварде, заняв 2-е место в беге на 100 метров с результатом 12,05 секунды.
В 1996 году вошла в состав сборной Азербайджана на летних Олимпийских играх в Атланте. В беге на 100 метров заняла последнее, 8-е место в предварительном забеге с результатом 11,96 секунды и не попала в четвертьфинал, уступив 0,46 секунды худшей из квалифицировавшихся в следующую стадию — Марии Томбири-Шири из Нигерии.
С 1993 года — рекордсменка Азербайджана в беге на 60 метров в помещении среди юниорок до 18, 20 и 23 лет (7,63 секунды).

## Личный рекорд
- Бег на 100 метров — 11,4 (1996)[4]